# 614470 Flordeneu
614470 Flordeneu è un asteroide near-Earth; scoperto nel 2009, presenta un'orbita caratterizzata da un semiasse maggiore pari a 2,361039 au e da un'eccentricità di 0,594861, inclinata di 6,728961° rispetto all'eclittica.